# Un bel dì, vedremo
Un bel dì, vedremo (Jednog lijepog dana, vidjet ćemo) čuvena je arija iz Puccinijeve opere Madama Butterfly za koju su talijanski libreto napisali Luigi Illica i Giuseppe Giacosa. Arija je napisana za sopran i izuzetno je zahtjevna za pjevačice. Cio-Cio-san u ariji zamišlja povratak supruga koji ju je napustio.

## Sadržaj
Madama Butterfly je opera izvorno u dva čina (3 slike) koju je skladao Giacomo Puccini 1904. godine. Talijanski libreto napisali su Luigi Illica i Giuseppe Giacosa prema kratkoj priči Madame Butterfly američkog pisca Johna Longa. Izvorna verzija u dva čina premijerno je izvedena 17. veljače 1904. u Milanu. Zbog slabog prijema, Pučini ju je preradio podijelivši drugi čin na dva dijela, s "Mumljajućim zborom" kao intermecom. Premijera nove verzije s tri čina bila je 28. svibnja 1904. u Bresciji. Puccini je kasnije još tri puta prerađivao operu za izvođenje u Americi.
Radnja opere dešava se pred kraj 19. stoljeća u Nagasakiju. Pinkerton je američki pomorski časnik koji uz unajmljenu kuću dobiva 15-godišnju gejšu Cio-Cio-san (leptir na japanskom, izvorno s engleskog butterfly). Ženi je privremeno, s namjerom da je ostavi kad nađe američku ženu. Odlazi zbog službe i tri godine kasnije vraća se s američkom ženom da bi uzeo sina koga ima s Cio-Cio-san. Cio-Cio-san se oprašta od sina i ubija se harakirijem.
U prvoj sceni drugog čina Cio-Cio-san i njena sluškinja Suzuki razgovaraju o Pinkertonu. Suzuki i dalje moli za njegov povratak, iako više ne vjeruje u to. Cio-Cio-san u ariji Un bel dì, vedremo detaljno opisuje svoj zamišljeni susret s Pinkertonom i svoju vjeru u njegov povratak.
Puccini je iz publikacija kopirao i proučio japanske melodije i slušao snimke koji su mu dostavljeni iz Tokija, te u ariji modificira japanski stil i miješa ga s harmonijskom strukturom zapadne tradicije u klasičnoj glazbi.

## Tekst
Naveden je tekst iz partiture koji se neznatno razlikuje od libreta u Ricordijevom izdanju.
| talijanski tekst | slobodan prijevod |
| Un bel dì, vedremo levarsi un fil di fumo sull'estremo confin del mare. E poi la nave appare. Poi la nave bianca entra nel porto, romba il suo saluto. Vedi? È venuto! Io non gli scendo incontro. Io no. Mi metto là sul ciglio del colle e aspetto, e aspetto gran tempo e non mi pesa, la lunga attesa. E uscito dalla folla cittadina un uomo, un picciol punto s'avvia per la collina... Chi sarà? chi sarà? E come sarà giunto che dirà? che dirà? Chiamerà Butterfly dalla lontana. Io senza dar risposta me ne starò nascosta un po' per celia... un po' per non morire al primo incontro, ed egli alquanto in pena chiamerà, chiamerà: "Piccina – mogliettina olezzo di verbena", i nomi che mi dava al suo venire. (a Suzuki) Tutto questo avverrà, te lo prometto. Tienti la tua paura, io con sicura fede l'aspetto. | Jednog lijepog dana, vidjet ćemo stup dima koji se uzdiže na morskome obzoru. A zatim se pojavi brod. Zatim bijeli brod ulazi u luku, zaori se njegov pozdrav. Vidiš? Došao je! Ne idem mu u susret. Ne ja. Stojim na obronku i čekam, i čekam odavno tako da mi ne smeta dugo čekanje. I izašavši iz gradske vreve jedan čovjek, sitna točka krene uz brijeg... Tko će to biti? Tko je on? I kad bude stigao što će reći? što će reći? Izdaleka pozvat će Butterfly. Bez odgovora ostat ću skrivena malo iz dirkanja... malo da ne umrem pri prvom susretu, a on ponešto uznemiren pozvat će, pozvat će: "Malena ženice miomirisu verbene", imenima koje mi je dao pri dolasku. (obraća se Suzuki) Sve će se to dogoditi, obećavam ti. Ne boj se, sa sigurnošću vjerujem u povratak. |

## O glazbi
Orkestracija: 2 flaute, pikolo, 2 oboe, engleski rog, 3 klarineta, 2 fagota, 4 horne, 3 trube, 4 trombona, udaraljke, harfa, gudači
Tonalitet: es-mol
Arija je u formi ABAC. Oznake tempa su Andante molto calmo - Sostenendo molto - Lento - Andante come prima - Largamente - Sostenuto.
Uobičajeno trajanje arije je oko 4 do 5 minuta.

## Izvođenja
Na prvoj premijeri, koja je doživjela fijasko, sopranistica je bila Rosina Storchio. Na premijeri prerađene opere u Bresciji pjevala je ukrajinska sopranistica Solomija Krušeljnicka. Mnoge čuvene pjevačice imaju ariju u svom repertoaru, među kojima su na primjer Renata Tebaldi, Maria Callas, Montserrat Caballé, Anna Moffo, Leontyne Price, Zinka Milanov, ili Angela Gheorghiu i Anna Netrebko iz mlađe generacije.